# 1911 в архітектурі
Нижче наведені архітектурні події 1911 року у всьому світі.

## Події
- 23 травня — архітектор Волтер Берлі Гріффін (США) виграв конкурс на проектування нової столиці Австралії — Канберри. Того ж року, Гріффін одружився з колегою Меріон Люсі Мегоні.

## Завершені будівництва
- Йозеф Гофман збудував палац Стокле (1905–1911) у Брюсселі; оздоблення виконали Густав Клімт, Коломан Мозер та Франц Мецнер.
- Отто Вагнер звів житлові будинки по вулиці Нойштіфтгассе і Деблергассе у Відні.
- Вальтер Гропіус та Адольф Мейєр збудували взуттєву фабрику «Фагус» в Альфельді.
- Френк Ллойд Райт збудував резиденцію «Талієсін» в Спрінг Грін (Вісконсин).
- Волтер Томас завершив будівництво Роял Лайвер Білдінг у Ліверпулі, яка стала найвищою будівлею в Європі з 1911 по 1932 рік.
- Людвіг Гофман завершив будівництво Старої ратуші (1900–1911) в Берліні в районі Мітте на Клостерштрассе.
- Ганс Пельціг збудував завод сірчаної кислоти, а також зерносховище і критий риноку в Любані (нині Любонь), виставковий зал і вежа для промислового ярмарку в Позані (нині Познань).
- Елієль Саарінен звів міську ратушу в Лахті.
- Франсеск Рока-і-Сімо та Гільєм Рейнес-і-Фонт збудували будинки Касасаяс у Пальмі, Мальорка.

## Нагороди
- Золота медаль АІА — Джордж Пост
- Королівська золота медаль RIBA — Вільгельм Дерпфельд
- Римська премія — Рене Мірлан.

## Народились
- 20 серпня — Віктор Єлізаров (пом. 20 серпня 1995), радянський архітектор

## Померли
- 24 листопада — Володимир Ніколаєв (нар. 3 березня 1847), російський архітектор.
- жовтень (?) — Андрій-Фердінанд Краусс (нар. 28 вересня 1859), російський архітектор, працював у Києві.
- (?) — Федір Кнорре (нар. 1831), російський архітектор.